# مشعل مبارک
مشعل مبارک (انگلیسی: Meshal Mubarak؛ زادهٔ ۲۵ فوریهٔ ۱۹۸۲) یک بازیکن فوتبال اهل قطر است.

## باشگاهی
از باشگاه‌هایی که در آن بازی کرده‌است می‌توان به الریان، الغرافه، القطر، باشگاه فوتبال فاینورد، اشاره کرد.

## تیم ملی
وی همچنین در تیم ملی فوتبال قطر بازی کرده‌است.